# António Morato
António Maurício Farinha Henriques Morato (ur. 6 listopada 1964 w Lizbonie) – piłkarz portugalski grający na pozycji obrońcy.

## Kariera klubowa
Karierę piłkarską Morato rozpoczął w klubie Sporting CP. W sezonie 1982/1983 zadebiutował w jego barwach w pierwszej lidze portugalskiej. W 1987 roku wystąpił w przegranym 1:2 finale Pucharu Portugalii z Benfiką. Latem zdobył ze Sportingiem Superpuchar Portugalii. Do 1989 roku rozegrał 217 spotkań w zespole Sportingu.
Latem 1989 Morato przeszedł do FC Porto. Grał w nim jedynie w sezonie 1989/1990 i wówczas wywalczył jedyny w karierze tytuł mistrza kraju. W 1990 roku został piłkarzem CF Os Belenenses, ale w 1991 roku ponownie zmienił klub i trafił do Gil Vicente z miasta Barcelos. W nim grał do 1997 roku i wtedy też zakończył karierę piłkarską.

## Kariera reprezentacyjna
W reprezentacji Portugalii Morato zadebiutował 3 kwietnia 1985 roku w przegranym 0:2 towarzyskim meczu z Włochami. W 1986 roku został powołany przez selekcjonera Joségo Augusto Torresa do kadry Portugalii na Mistrzostwa Świata w Meksyku, gdzie był rezerwowym i nie rozegrał żadnego spotkania. Od 1985 do 1990 roku rozegrał w kadrze narodowej 6 spotkań.